# Révolte des Gorretes

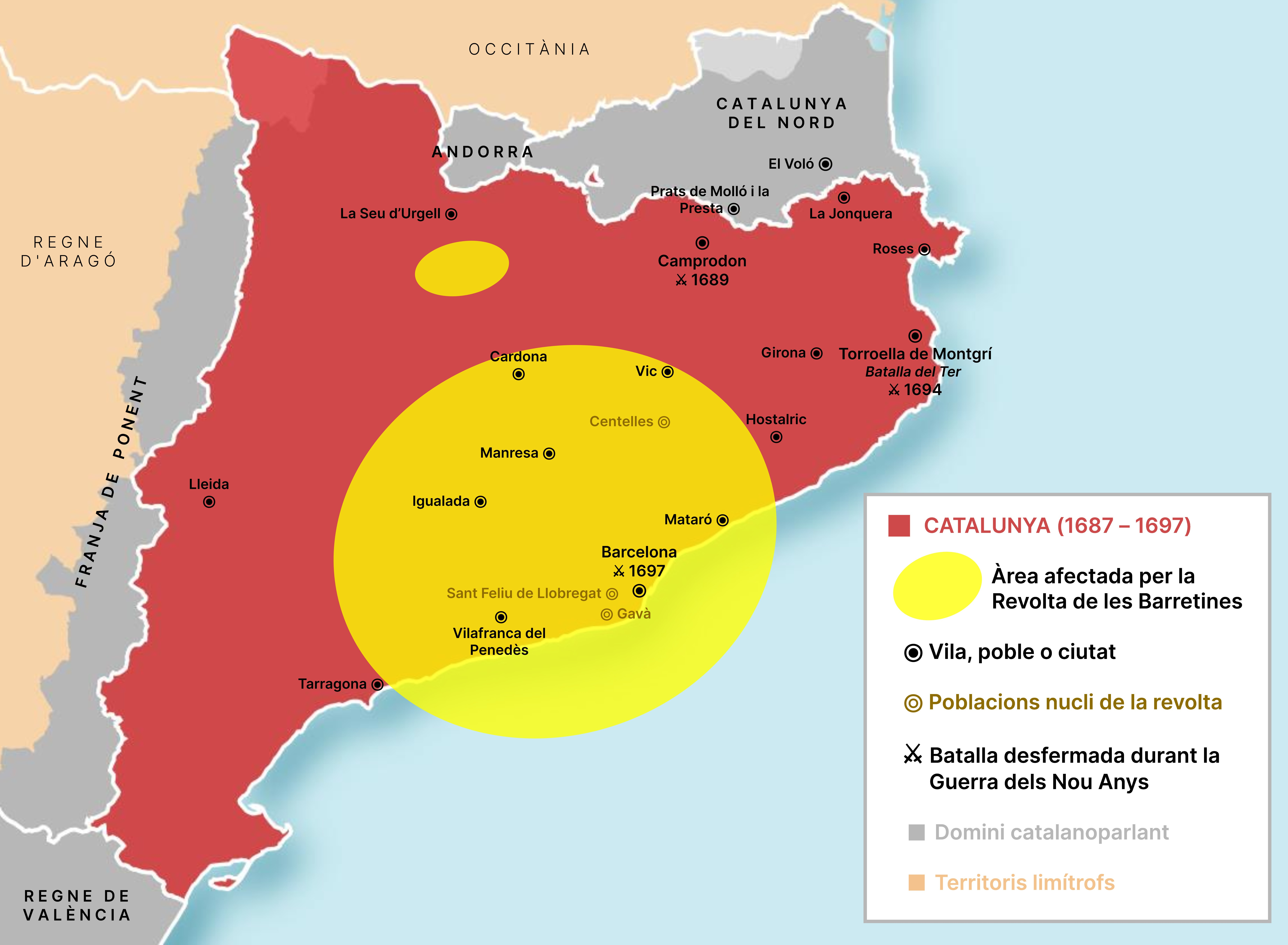
En rose les aires où les révoltes ont été les plus actives

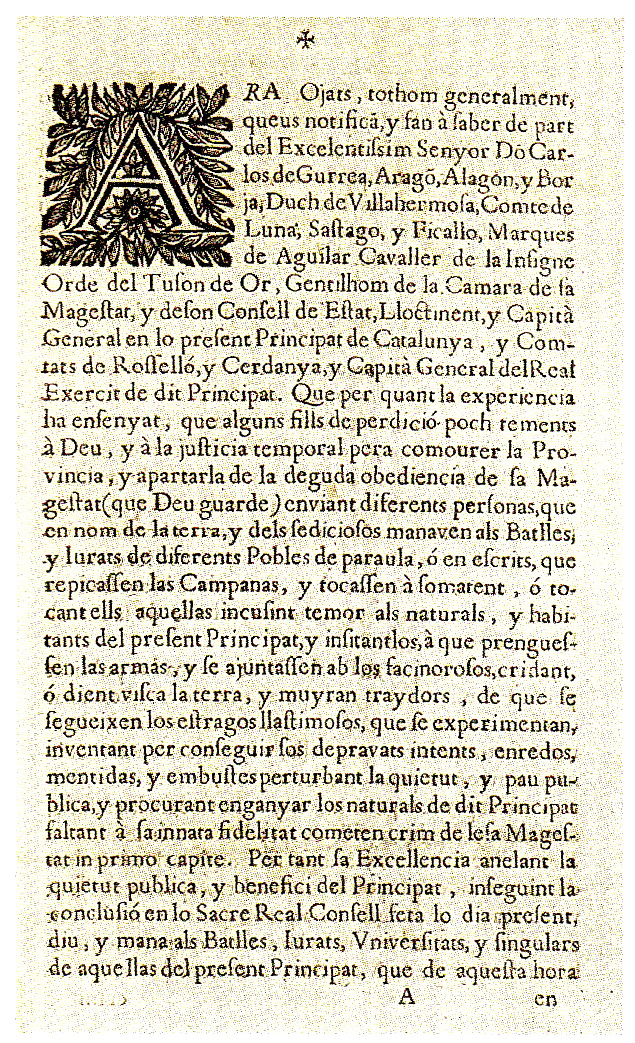
Une affiche avertit de la révolte

La Révolte des Gorretes ou révolte des Barretines (en catalan, la revolta dels Gorretes ou revolta de les barretines) sont les soulèvements paysans de 1687 à 1689 contre les troupes castillanes de Charles II en Catalogne Sud, notamment aux villes des comarques à Osona, Bages et Vallès Oriental.
Au long du XVIIe siècle en Catalogne, il y a eu des conflits entre les Catalans et les troupes castillanes à cause de leurs abus. On en a des références écrites depuis 1626. Les catalans (sauf le clergé, la noblesse et ceux qui avaient la catégorie de citoyens) avaient l'obligation d'héberger gratuitement les troupes militaires du roi pour une durée indéterminée. En pratique, il fallait aussi alimenter et s’occuper des chevaux de la troupe, en plus de leur prêter des moyens de transport. Certains soldats profitaient de la situation pour voler des aliments, de l'argent et violer les femmes. En 1640, le comte-duc d'Olivares a l'intention d'imposer une loi contraignante sur le recrutement local de troupes ("Unión de Armas") provoquant un climat de tension qui débouchera sur l'émeute du Corpus de Sang. Vers la fin du siècle, les économies des classes populaires catalanes étaient en situation critique.
À la suite d'une invasion de criquets (de 1685 à 1688), la crise économique s'est accentuée et les paysans ont sombré dans la misère. En avril 1687, des milliers de paysans ont protesté à Barcelone contre l'hébergement des troupes et contre le trop haut montant des impôts à payer aux seigneurs malgré le manque de récoltes. Le vice-roi a accepté une partie de leurs demandes. En 1688 les paysans catalans se sont organisés comme armée paysanne révolutionnaire contre les autorités castillanes. En 1689, au début de la guerre contre la France, les paysans catalans refusent d'y participer. Le vice-roi a réagi avec violence contre eux.